# Vattnet under broarna
Vattnet under broarna och andra noveller är en novellsamling av författaren och frilansskribenten Henrik Johansson. Boken publicerades av bokförlaget Arktos år 2010.

## Noveller
Vattnet under broarna innehåller följande noveller:
- Ett samtal med psykologen
- Smittan
- Vad folk egentligen menar
- Hennes namn var inte Anne Frank
- Objudna gäster - en saga
- Livstids fängelse
- Två helt vanliga och normala människor
- Vattnet under broarna
- Pilotens sista uppdrag
- Polisrapport 355

## Mottagande
Boken recenserades av Bibliotekstjänst som menade att boken skildrade "hatet och hämnden" med stor känslomässig tyngd, men att hela boken till stor del utgjorde variationer på ett enda tema där författaren "ytterst och endast framställer araber och svarta som det stora problemet."
På ett liknande sätt recenserade Nikanor Teratologen boken. Språkgestaltningen skapar, menar han, en "hårdkokt direktkommunikation" och boken måste få möjligheten att bedömas på sina egna meriter. Samtidigt uttrycker han en önskan att nästa verk inte ska "grotta ner sig i bestialiska hämndfantasier", utan ge uttryck för ett "ljusare sinnelag."

## Recensioner
- Oskorei: Vattnet under broarna - recension
- Realisten.se: Vattnet under broarna - recension